# Sh2-270
Sh2-270 est une petite nébuleuse en émission visible dans la constellation d'Orion,.
On l'observe dans la partie orientale de la constellation, à quelques degrés de la frontière avec la Licorne. Elle peut être identifié à environ 2 ° sud-ouest de ξ Orionis, qui étant de quatrième magnitude, est clairement visible même à l'œil nu. Sa déclinaison n'est pas particulièrement septentrionale, ce qui signifie qu'elle peut être facilement observée depuis les deux hémisphères célestes, bien que les observateurs de l'hémisphère nord soient légèrement plus avantagés. La période pendant laquelle elle atteint la plus haute altitude à l'horizon se situe entre les mois de novembre et mars.
Il s'agit d'une petite région H II. Sa distance a fait l'objet d'études et de controverses : les estimations faites au cours des années 2000 indiquent une valeur d'environ 6 800 pc (∼22 200 al), la plaçant dans les régions les plus extrêmes de la Voie lactée, sur le Bras du Cygne. D'autres estimations précédentes la situent à une distance beaucoup plus faible, soit'environ 2 100 pc (∼6 850 al). La cause principale de l'ionisation des gaz dans le nuage est une étoile de classe spectrale B0,5V, une étoile bleue de la séquence principale. La masse totale du nuage serait d'environ 1000 M☉. La nébuleuse héberge des phénomènes de formation d'étoiles, comme en témoigne la présence d'un amas composé de sources infrarouges cataloguées IRAS 06073+1249. À cela s'ajoutent la source IRAS 06080+1233 et un maser à eau, ainsi qu'une autre douzaine de jeunes objets stellaires.